# Bagni Caldi
Bagni Caldi è una frazione del comune italiano di Bagni di Lucca, nella provincia di Lucca, in Toscana.

## Geografia fisica
Il borgo deve la sua notorietà alla presenza di acque termali, utilizzate già dai Romani e molto frequentate nell'età moderna e contemporanea: vi hanno soggiornato, tra i vari, George Gordon Byron, Eugenio Montale, Heinrich Heine, Henry James. Vi si trovano due grotte a vapore naturale: la "Grotta Grande" e la più piccola "Grotta Paolina", così chiamata in onore della sorella di Napoleone, nella quale la temperatura interna varia in base all'altezza, per cui è più calda all'altezza del tronco umano e più bassa ai piedi. Le acque solfato-bicarbonato-calciche delle grotte sono considerate utili per la cura di patologie di tipo reumatico e da stress. Una leggenda popolare vuole che sotto Bagni Caldi e la vicina Ponte a Serraglio esista un vulcano, al quale sarebbe dovuta l'attività termale.

## Storia
Antico borgo già frequentato dai Romani per la presenza di una sorgente termale, venne fortificato nel XII secolo. In età moderna fu possesso dei Della Lena e luogo di residenza estiva dei granduchi di Toscana.

## Monumenti e luoghi d'interesse

### Architetture religiose
- Chiesa di San Martino, costruita nel 1292, modificata nel corso del XIX secolo.[1][2]
- Chiesa della Santissima Annunziata, situata in località Colle, è stata edificata nel 1469 per volere di Matteo Della Lena e distrutta da un terremoto nel 1920; è stata ricostruita nel 1962.[1]

### Architetture civili
- Palazzo Granducale, poi sede delle Regie Terme, con parco annesso, residenza estiva del granduca Leopoldo II di Toscana dal 1850.[1]
- Palazzo Della Lena[1]
- Hotel Savoia (XIV-XVIII secolo)[1]